# 真実一男
- 眞実一男
- 眞實一男

真実 一男（まざね かずお、1920年 - 2004年12月26日）は、日本の思想史家。大阪市立大学名誉教授。元経済学史学会代表幹事。デヴィッド・リカード研究を専門とした。

## 来歴
長崎県壱岐石田町出身。小倉市立小倉商業学校（現福岡県立小倉商業高等学校）を経て、1938年長崎高等商業学校（現長崎大学）無試験入学。1943年東京商科大学（現一橋大学）を繰り上げ卒業。杉本栄一ゼミ出身。一貫してデヴィッド・リカードを専攻。
学徒出陣し薩摩半島で終戦を迎え、日本の降伏後、九州で語学教師などを務め、1949年から上京し杉本に師事。1951年長崎大学商業短期大学助教授兼長崎大学経済学部講師。1954年長崎大学経済学部助教授。
1955年、大阪市立大学経済学部に着任。1981年から1983年まで経済学史学会代表幹事。1984年大阪市立大学名誉教授。同年伊東光晴の招きで千葉大学法経学部に着任。1985年奈良産業大学教授。1996年定年退職。
2004年に旅の最中に急逝、満84歳没。旧蔵の『デイヴィド・リカードウ全集』全11巻は大阪公立大学大学史資料室に収蔵された。指導学生に竹本洋関西学院大学教授や、松本有一関西学院大学教授、渡辺恵一関西学院大学教授などがいる。

## 著作

### 著書
- 『機械と失業 : リカァドウ機械論研究』理論社 1959年
- 『経済学形成史』（杉原四郎と共編）ミネルヴァ書房 1971年
- 『リカード経済学入門』新評論 1975年
- 『国家と市場機構 : 末永隆甫先生還暦記念』（尾上久雄, 柴山幸治と共編著）ミネルヴァ書房 1982年

### 訳書
- M.ブローグ著『経済理論の歴史』（久保芳和と共訳）東洋経済新報社 1968年
- ジョン・バートン著『社会の労働者階級の状態』法政大学出版局 1990年